# 김재우 (희극인)
김재우(金在宇, 1979년 10월 14일 ~ )는 대한민국의 개그맨이자 가수이다.

## 생애
1979년 10월 14일 서울특별시 동대문구에서 태어났다. 2001년 연극배우 첫 데뷔하였으며 이듬해 2002년 뮤지컬 배우 데뷔하였고 1년 후 2003년 SBS 공채 7기 개그맨으로 정식 데뷔하였으며 이후 《웃음을 찾는 사람들》의 '여고시절', '나몰라 패밀리', '내사랑 콩깍지' 등의 코너들에 출연하였다.
2006년에는 '나몰라 패밀리'의 출연진인 김경욱, 김태환과 함께 나몰라 패밀리라는 그룹가수를 결성하면서 활동을 시작했다. 현재는 김태환 & 김경욱과 독립해서 '나몰라패밀리 JW'라는 이름으로 혼자서 활동을 하였다.

## 수상
- 2006년 SBS 코미디대상 최우수 연기상
- 2006년 제7회 대한민국 영상대전 포토제닉상 개그맨부문

## 방송 활동
예능
- MBC 《진짜 사나이 300》
- SBS 《웃찾사》
- KBS2 《비타민》
- MBC 《놀러와》
- KBS1 《가족오락관》
- SBS 《솔로몬의 선택》
- SBS 《도전 1000곡》
- SBS 《일요일이 좋다》
- MBC 《하땅사》
- SBS 《굿타임 0230》
- Mnet 《FEEL THE WORLD ACTION!》
- tvN 《코미디 빅리그 시즌 1》
- 온게임넷 《내가 니 앱이다 시즌 2》
- KBS2 《그는 당신에게 반하지 않았다》
- 온게임넷 《내가 니 앱이다 시즌 3》
- 온게임넷 《스마트 IT 수다》
- SBS 《개그투나잇》
- tvN 《코미디 빅리그 시즌 2》
- tvN 《롤러코스터 시즌 2》
- MBC every1 《칼리바》
- tvN 《코미디 빅리그 시즌 3》
  - 〈봉대 봉대〉
  - 〈황천길닷컴〉 저승사자 역
- ETN 《새 빨간 차트》
- Mnet 《MP4》
- JTBC 《결혼전쟁》
- 온게임넷 《켠김에 왕까지》
- tvN 《현장 토크쇼 택시》
- tvN 《코미디 빅리그 시즌 4》
  - 〈비스티 토이즈〉 - 우디, 곰돌이 푸, 돼지 엄마 역
- 슈퍼 액션 《UFC 인사이드》
- XTM 《The Bunker 시즌 2》
- tvN 《코미디 빅리그 시즌 5》
  - 〈죽지 않아〉 김진아의 남자친구
  - 〈나라발전연대〉
  - 〈개인주의〉(2015년 4쿼터)
- tvN 《백만장자 게임 마이턴》
- XTM 《The Bunker 시즌 3》
- XTM 《The Bunker 시즌 4》
- XTM 《The Bunker 시즌 5》
- XTM 《The Bunker 시즌 6》
- YTN 사이언스 《드론킹》
- YTN 사이언스 《과학예능 도전하쇼》
- 채널A 《맛있는 토요일 밥 한번 먹자》
- MBC 《미스터리 음악쇼 복면가왕》 - 내 밑으론 다 피라미들! 피라미드맨! (참가자)
- Olive 《뭐든지 베스트 셀러》 (2020년)
- MBC 《카 투 더 퓨처–20세기 소년들의 자동차 수다》 (2023년)

드라마 & 시트콤
- 2006년 《마이 러브》 (SBS) - 정욱 역.
- 2006년 《추락천사 제니》 (Mnet) - 현세친구 역.
- 2011년 《포세이돈》 (KBS2) - 천하진 역.
- 2013년 《푸른거탑》 (tvN) - 김재우 분대장 역
- 2013년 《푸른거탑 제로》 (tvN) - 김재우 분대장 역
- 2013년 《푸른거탑 리턴즈》 (tvN) - 김재우 분대장 역
- 2014년 《황금거탑》 (tvN) - 송재우 역
- 2016년 《대충사는 강대충씨》 (네이버 TV캐스트) - 편의점 사장 역

교양
- 2019년 《행복한 아침》 (채널A) - 8월 21일 게스트

영화
- 2003년 《갈갈이 패밀리와 드라큐라》 - 드라큐라 3 역
- 2006년 《원피스 7기 극장판 - 기계태엽성의 메카 거병》 - 극락돈보 더빙 목소리 역
- 2007년 《마을금고 연쇄습격사건》 - 건달 1 역 (특별출연)

## 광고
- 2007년 SK텔레콤 투게더요금제
- 2013년 LG 탭북
- 2013년 넥슨코리아 워페이스
- 2013년 동아제약 모닝케어
- 2016년 스트라이크존
- 2016년 플레이스테이션 4
- 2016년 코웨이 매트리스 맞춤 케어렌탈
- 2017년 와일드 하이브리드 캠리
- 2018년 던전앤파이터
- 2018년 보건복지부
- 2018년 i30 N라인
- 2024년 공익광고협의회 지구살림템

## 가족 관계
- 배우자 : 조유리 (대한민국 광주광역시 1981년 ~ )
  - 아들 김율 (2018년 10월 29일생~2018년 11월 사망)